# À la vraie concorde
 (Mai 2016).
À la vraie concorde (« Zur wahren Eintracht » en allemand) est le titre distinctif d'une loge maçonnique fondée le 12 mars 1781 à Vienne par quinze membres de la loge « Zur gekrönten Hoffnung » (« À l'Espérance couronnée »).

## Histoire
Le premier vénérable maître est le médecin Ignaz Fischer. Le 9 mars 1782, Ignaz von Born lui succède. Sous sa direction, la loge prend une orientation scientifique et approche les Illuminés de Vienne.
Une particularité de la loge est que ses « dessins » (des conférences en dehors de la « réunion des frères »), sept questions, sont publiés entre 1783 et 1788. La loge a sa propre bibliothèque et un cabinet de sciences naturelles acquis par von Born.
Le 11 décembre 1785, l'empereur Joseph II délivre un brevet de franc-maçonnerie qui limite le nombre de loges et réclame la déclaration officielle de leurs membres. En conséquence, plusieurs loges dont Zur wahren Eintracht fusionnent le 28 décembre 1785 pour former la loge Zur Wahrheit (À la Vérité), avec von Born comme vénérable maître. Cependant gagné par des conflits internes, elle est officiellement dissoute en avril 1789. En 1793, les deux autres loges viennoises sont dissoutes aussi. En 1795, l'empereur François II interdit la franc-maçonnerie dans toute la monarchie.

## Membres
La liste de présence de la loge est conservée par les archives autrichiennes.
Parmi plus de deux cents frères, on trouve des artistes, des scientifiques et des intellectuels de renom comme les musiciens Joseph Haydn et Johann Holzer (de), les écrivains Alois Blumauer, Johann Baptist von Alxinger, Joseph Franz Ratschky (de), Cornelius Hermann von Ayrenhoff (de), Johann Georg Schlosser, Johann Pezzl (de), Karl Leonhard Reinhold, Otto Heinrich von Gemmingen-Hornberg (de), le sculpteur Franz Anton von Zauner, le botaniste Emmanuel von Canal, le minéralogiste Karl Ludwig Giesecke, le juriste et réformateur Joseph von Sonnenfels, le théologien Carl Wilhelm Hilchenbach (de)... Angelo Soliman, le « Prince Maure », fut vice-maître des cérémonies.
Wolfgang Amadeus Mozart, membre d'une autre loge (Zur Wohltätigkeit), est un invité fréquent dans les travaux de Zur wahren Eintracht et est promu compagnon.